# Музей академика Бободжана Гафурова

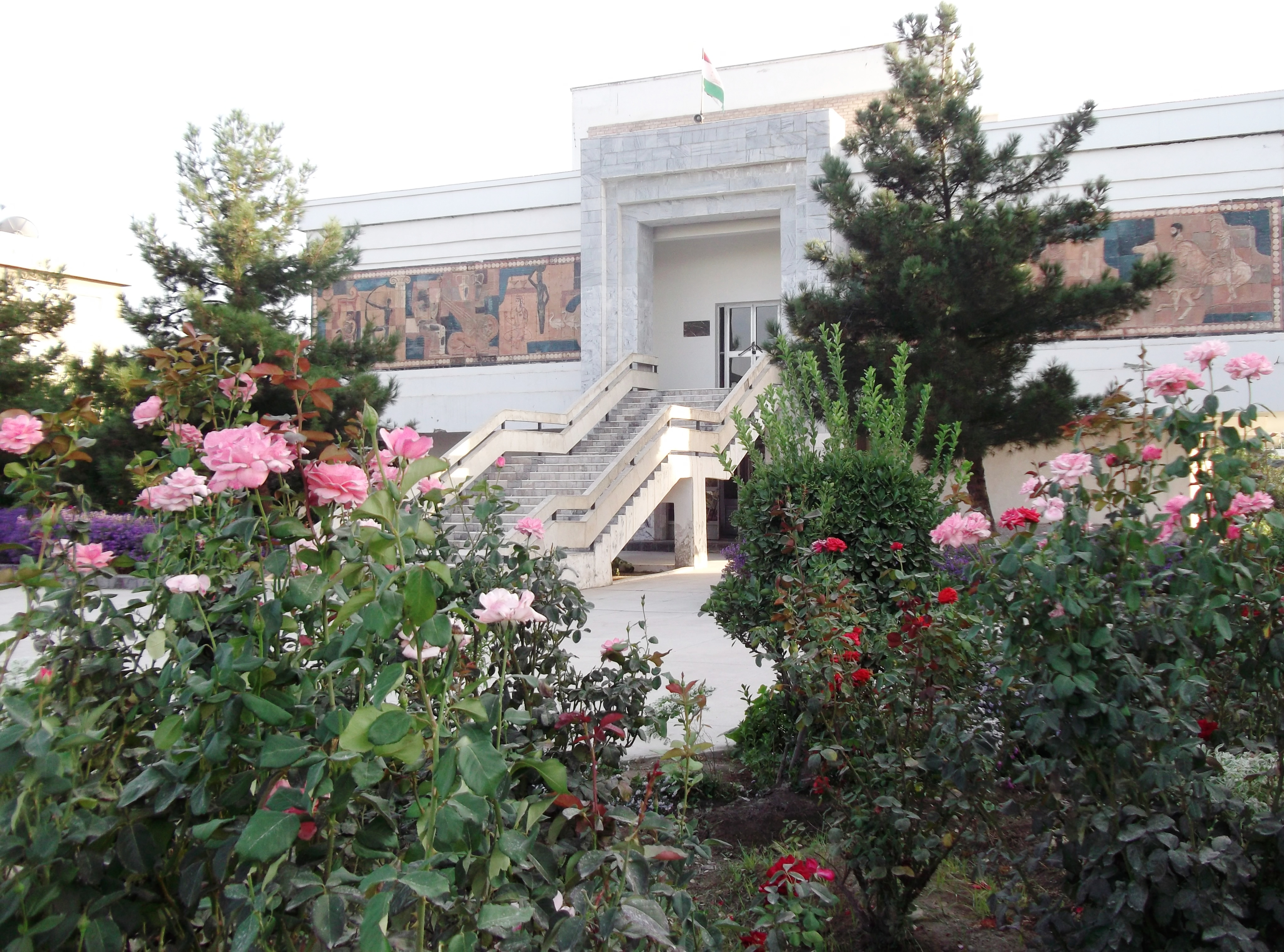
Республиканский музей им. академика Бободжана Гафурова, г. Гафуров, Таджикистан

Республиканский музей академика Б. Г. Гафурова — музей, посвящённый жизни и деятельности академика Бободжана Гафурова; был открыт в 1998 году накануне его 90-летнего юбилея. Расположен в посёлке Гафуров (Согдийская область, Таджикистан).

## История создания музея
- Первый проект-схема был разработан по инициативе Худжандского РК КП и райисполкома в 1986 г..
- Первый «Дом-Музей академика Б. Г. Гафурова» был открыт в 1989 г. фотоматериалы и архивные документы были собраны профессором Х. Х. Холджураевым.
- План и путеводитель по Дому-Музею" был разработан поисковой бригадой: профессором Х. Холджураевым (руководитель), А. Азимовым (зав. отделом пропаганды Худжандского РК КП), Г. Мусобековым (председателем исполкома г. Гафурова).
- Первый кирпич в основании музея был заложен в 1987 г. накануне 80-летия со дня рождения Б. Г. Гафурова.
- После длительной консервации (1988—1996 гг.) строительство музея  было завершено в 1996 г.[1]

## Оформление музея
Вначале была разработана концепция реконструкции и оформления Музея академиком Н. Н. Негматовым; профессорами С. А. Абдуллоевым, Х. Х. Холджураевым; доцентами А. Джураевым и А. Кадировым, которая была одобрена Хукуматом Ленинабадской области.
- Сбор архивных документов, фотоматериалов и научного наследия академика Б. Г. Гафурова осуществили Хукумат Худжандского района (председатель А. Устобоев и профессор Х. Х. Холджураев).
- Тематический план и сценарий по залам  Музея были составлены профессорами С. А. Абдуллаевым, Н. Н. Негматовым, Х. Х. Холджураевым.
- Научные консультанты: академик Н. Н. Негматов, профессора С. А. Абдуллаев и Х. Х. Холджураев (фото).

Экспонаты, архивные документы, фотоматериалы, научное наследие академика Б. Г. Гафурова размещены в трех залах:
- Первый зал — «Торжественный — Президентский зал», повествует о рождении фундаментальной книги Б. Г. Гафурова «Таджики…».

- Второй зал — «Биография Бободжана Гафурова»

- Третий зал — «Вклад академика Б. Г. Гафурова в развитие исторической и востоковедческой науки». Финальная часть зала, посвящена современному Таджикистану.

- Создан действующий рабочий кабинет академика Бободжана Гафурова.

- Музей оформлен бригадой известных художников Камола Нодирова, Насибы Эшановой и Гафурджона Джураева.

Автором текста и экспозиционных материалов является директор музея, доктор исторических наук, заслуженный работник Таджикистана, Лауреат Премии академика Б. Г. Гафурова, профессор Хабибулло Холджураев.
- При музее создан Научный центр по изучению «Гафуроведения» — которая исследует научную деятельность ученого историка и востоковеда академика Бободжана Гафурова (руководителем научного центра является его ученик, профессор Холджураев, Хабибулло Холджураевич) . Сотрудниками центра опубликованы несколько трудов на русском, таджикском и узбекском языках о научной деятельности академика Бободжана Гафурова и другие издания.

## Экспозиция фондов музея
Секция — экспозиция 1: Таджикский народ в начале XX века.
- Худжанд, Исписор и Кистакуз.
- Рождение, учеба и начало трудовой деятельности Б. Г. Гафурова (1909—1936);
- Начало журналистской, преподавательской, научной деятельности, защита кандидатской диссертации;
- Начало партийной и государственной деятельности(1936-1941 гг.);
- Б. Гафуров — секретарь ЦК КП (б) Таджикистана по пропаганде и агитации (1944—1945 гг.) и второй секретарь ЦК КП (б) Таджикистана (1945—1946 гг.)

Секция — экспозиция 2: Б. Гафуров — выдающийся политический и государственный деятель Таджикистана:
- первый секретарь ЦК КП Таджикистана (1946—1956 гг.), депутат Верховного Совета СССР (1946—1961 гг.);
- депутат Верховного Совета Таджикской ССР(1938—1958 г.);
- основоположник Таджикского госуниверситета (1948),
- академик-учредитель АН Таджикской ССР, инициатор многих программ и проектов экономического, социального и культурного развития и подготовки кадров народного хозяйства.

Секция — экспозиция 3: Б. Г. Гафуров — выдающийся ученый (историк, востоковед, политолог), организатор науки и общественный деятель:
- директор Института востоковедения АН СССР (1956—1977);
- редактор журнала «Современный Восток» — впоследствии «Азия и Африка сегодня»;
- председатель редакционной коллегии серии «Памятники письменности Востока»;
- реформатор востоковедческих исследований, инициатор широких научных связей со многими востоковедческими центрами зарубежных стран;
- участник и глава советских научных делегаций на международных конгрессах, конференциях, симпозиумах и семинарах востоковедов в Мюнхене (1957 г.), Ташкенте (1957 г.), Маниле (1960 г.), Москве (1960 г.), Дакке (1962 г.), Багдаде (1962 г. −1200-летие Багдада и 1100-летие Аль-Кинди), Женеве (1963 г.), Дели (1964), Дели (1966 г.), Париже (ЮНЕСКО, 1967), Баку (1967 г.), Душанбе (ЮНЕСКО, 1968 г.), Ню-Дели (1969 г.), Дели (1969- 100-летие Икбала Галиба), Самарканде (19б9г. — Искусство Тимуридов), Дели (1970 г. — 100-летие Махатмы Ганди), Москве (1970 г. — XIII Конгресс исторических наук), Ашхабаде (1972 г.), Париже (1973 г.- Международный конгресс востоковедов), Индии (1973 г. — Ассамблея Единой Азии), Стамбуле (1973 г.), Москве (1974 г.), Исламабаде (ЮНЕСКО, 1974 — Международный семинар по истории науки), Москве (1975 г. — Международная конференция к 1100-летию Аль-Фараби), Мюнхене (1976 г. — Международный конгресс иранистов), Мехико (1976 г. — Международный конгресс по социальному и культурному развитию стран Азии и Африки) и др.

Бободжан Гафуров являлся:
- членом-корреспондентом АН СССР (с 1958);
- председателем научного Совета «Национально-освободительная борьба народов Азии и Африки против колониализма» (1961—1977);
- председателем правления Фонда Афро-азиатской солидарности;
- членом Постоянного комитета Международного конгресса иранистов (с 1966 г.);
- почетным членом Общества востоковедов Польши (1967 г.);
- членом Индийского Национального Совета по культурным связям (с 1968 г.);
- заслуженным деятелем науки Таджикской ССР (с 1967 г.);
- академиком АН СССР (с 1968г.);
- лауреатом Международной премии им. Дж. Неру (Индия, 1968 г.);

почетным доктором Алигархского мусульманского университета (Индия, 1970 г.);
- почетным членом Парижского азиатского общества (Франция, 1971 г.);
- председателем Советского комитета советско-иранского комитета Международной премии им. А. Фирдоуси;
- почетным членом Международного комитета по изданию трудов, посвящённых 2500 -летаю образования иранского государства;
- президентом Международной ассоциации по изучению культур Центральной Азии(1973-1977 гг.);
- председателем Советского комитета по изучению цивилизации Центральной Азии(1974-1977 гг.);
- почетным доктором Тегеранского университета (1974, Иран);
- почетным членом Азиатского общества в Калькутте (1974, Индия);
- почетным членом Общества востоковедов им М. Чома (1975 г., Венгрия);
- почетным членом Академии наук и искусства Боснии и Герцеговины (1976 г.);

Б. Г. Гафуров награждён:
- 6 орденами В. И. Ленина (1944, 1946, 1948, 1949, 1954, 1957 гг.);
- Орденом Трудового Красного Знамени (1968 г., 1975 г.);
- Орденом Октябрьской революции (1975г);
- Юбилейной медалью Советского Комитета защиты мира (1969 г.);
- медалью 50 лет Монгольской Народной Революции;
- Юбилейной Золотой медалью Всемирного Совета Мира (1976 г.)

## фотографии музея

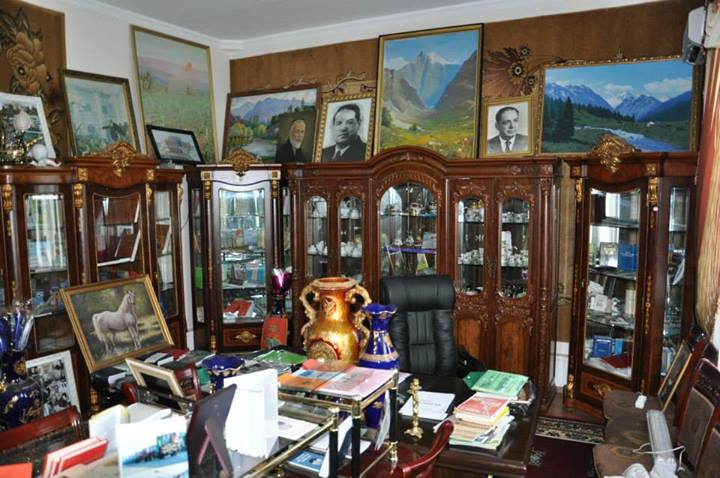
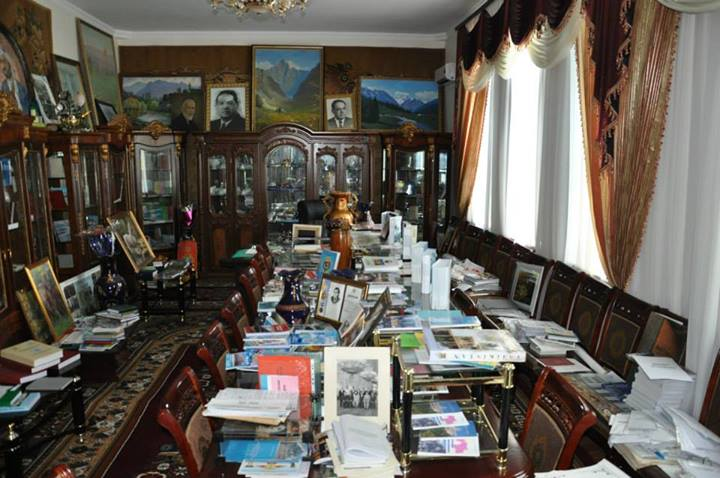
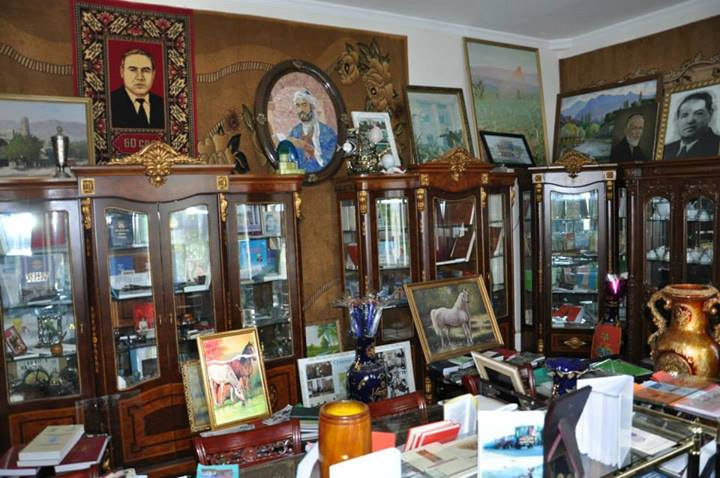
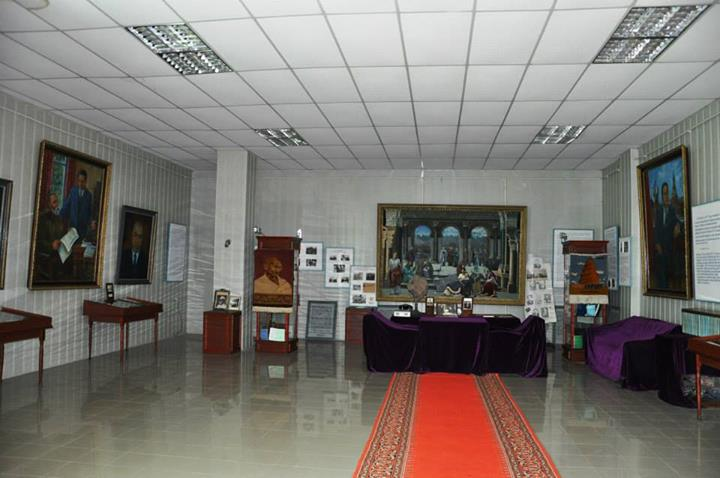
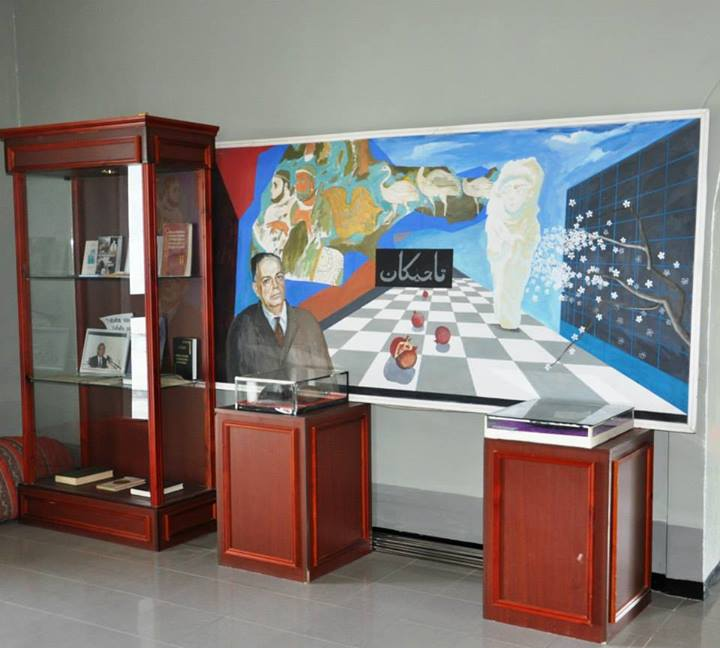
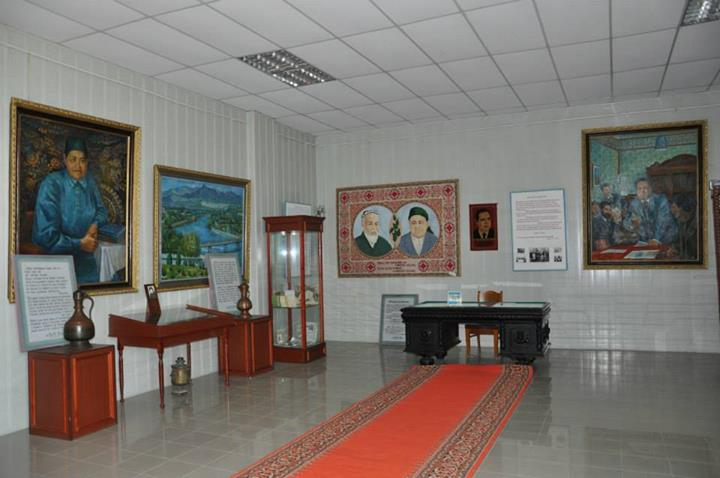
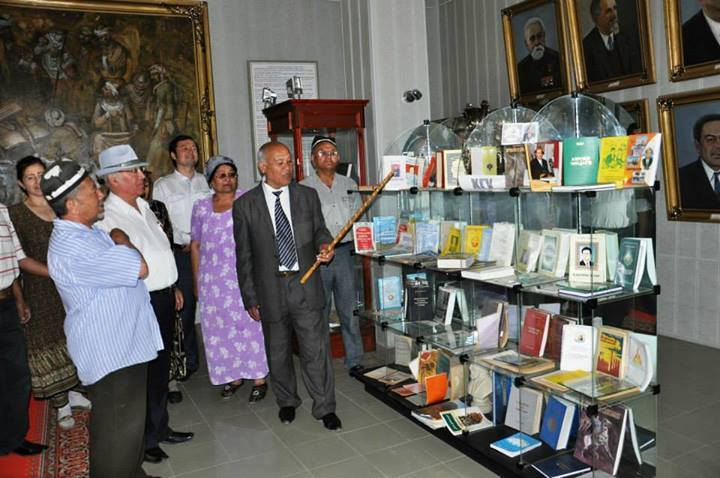
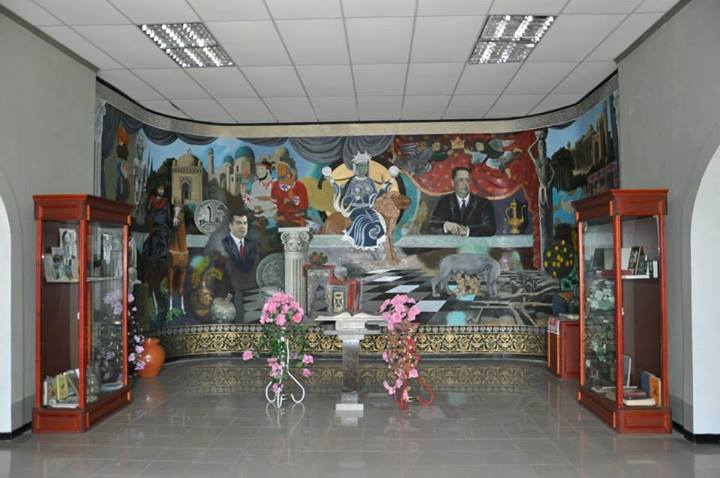
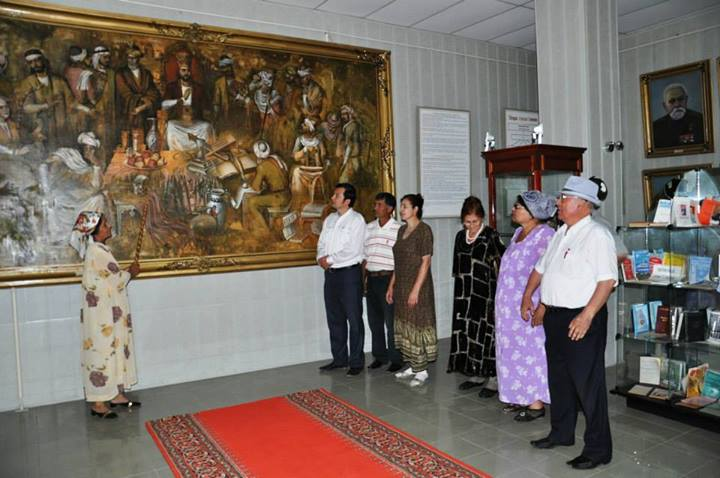
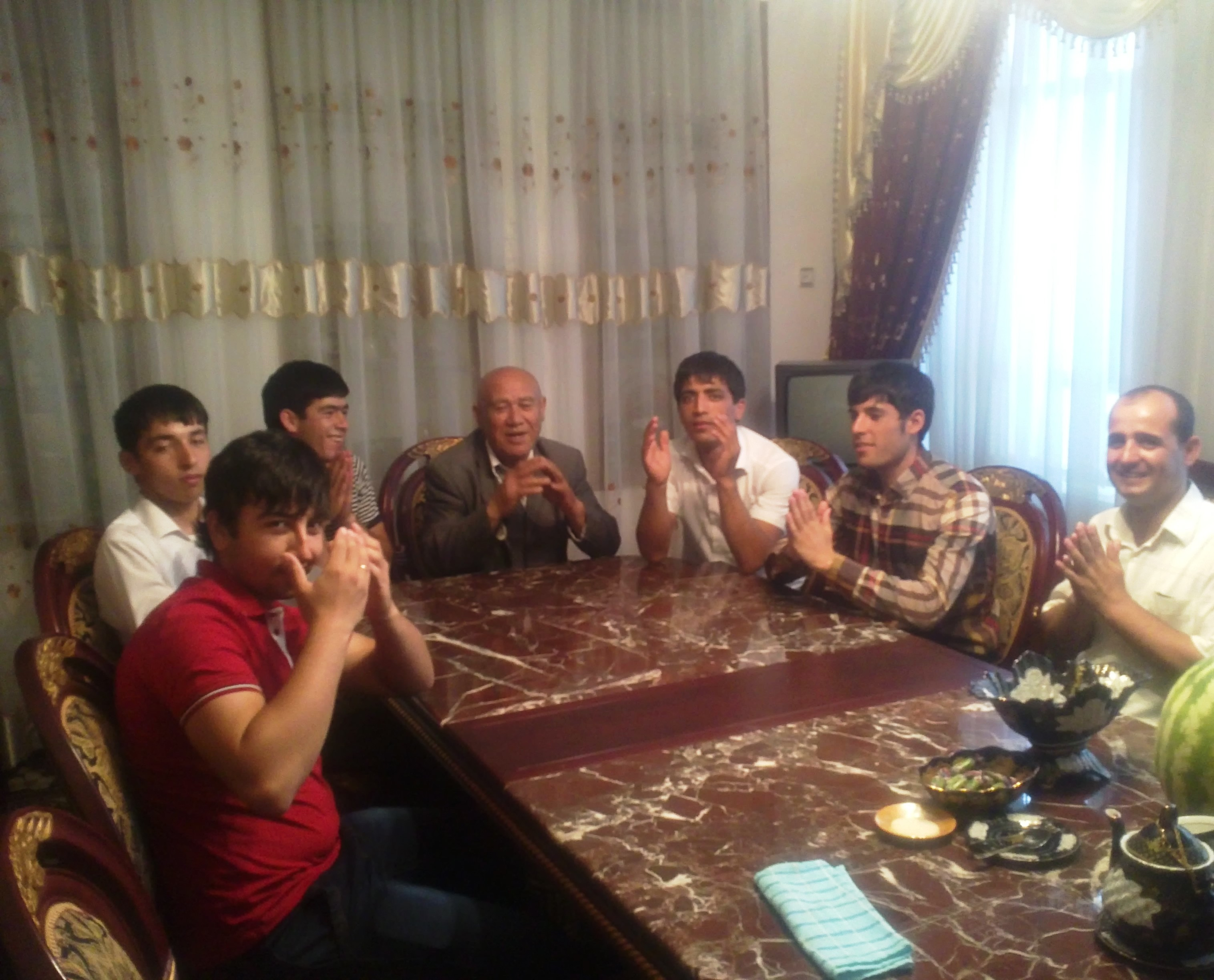

## Источник
Холджураев Х. Х. Человек легенды. — Худжанд: Нури маърифат, 2003. — 460 с.